# CJ Mac
CJ Mac (* in der Slauson Avenue in South Central, Los Angeles; bürgerlich Bryan Ross) ist ein US-amerikanischer Rapper.

## Werdegang
Sein Debütalbum veröffentlichte er 1995 als „Mad CJ Mac“ über das Label Rap-A-Lot Records. Ursprünglich war die Veröffentlichung über Ruthless Records vorgesehen. Im Jahr 1999 erschien das Album Platinum Game über Mack 10s Label Hoo-Bangin' Records. Auf dem Album waren unter anderem Mack 10, WC, Too Short und TQ als Gäste zu hören. Außerdem beleidigt Mac auf einem der Interludes des Albums den Produzenten Dr. Dre.
Mac ist für die Zusammenarbeit mit Death Row Records im Jahr 2000 bekannt, bei der der Track I Ain't Fuccin Wit' Cha entstand. In diesem Track beschimpfte er Dr. Dre, weil dieser das Label verlassen und den Gangsta-Rap für tot erklärt hatte. Außerdem ließ er sich über die Rapper Hittman, Eminem, Snoop Dogg, Ice Cube und das Label Aftermath Records negativ aus.
CJ Mac arbeitete unter anderem schon mit C-Bo, Dresta, Poppa LQ, Mack 10, Techniec, Scarface und WC zusammen.
Er ist in dem Film Thicker Than Water mit Mack 10 und Fat Joe zu sehen, in dem er einen Drogenboss mit dem Namen Gator spielt.
CJ Mac drehte außerdem eine Dokumentation über den C-Walk, in der er erwähnt, dass er als Jugendlicher zu der Rollin´ 60´s Crips Gang gehörte.

## Diskografie
- Imagine That
- 1995: True Game (Album; Platz 41 Top R&B/Hip-Hop Albums[3])
- 1995: Come & Take a Ride
- 1999: Platinum Game (Album; Platz 42 Heatseekers, Platz 77 Top R&B/Hip-Hop Albums[4])